# یان نرودا

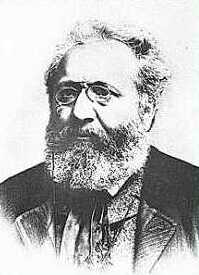
Jan Neruda

یان نرودا (زاده ۹ ژوئیه ۱۸۳۴ - درگذشته ۲۲ اوت ۱۸۹۱) روزنامه‌نگار، شاعر و نویسنده اهل جمهوری چک بود. وی از سرشناس‌ترین نویسندگان رئالیسم در چک و از اعضای مایووتسی (Májovci=مدرسه ماه مه) بود. یان نرودا در شهر پراگ چشم به جهان گشود و فرزند کوچک عطاری بود که در مالا استرانا زندگی می‌کرد. او پس از فراگیری فلسفه و زبان‌شناسی تا سال ۱۸۶۰ به عنوان معلم کار می‌کرد، سپس به عنوان نویسنده و خبرنگار کارمزد فعالیت خود را آغاز نمود.

## نگارخانه

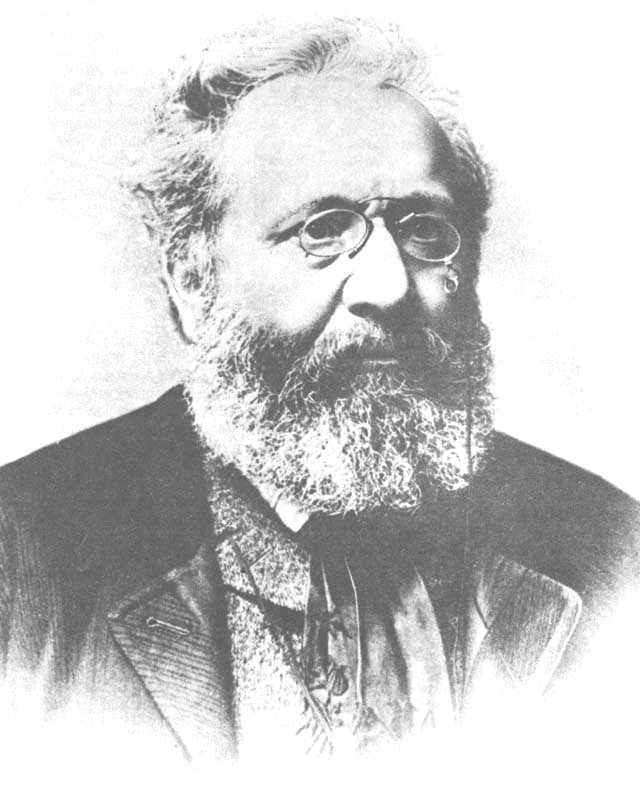
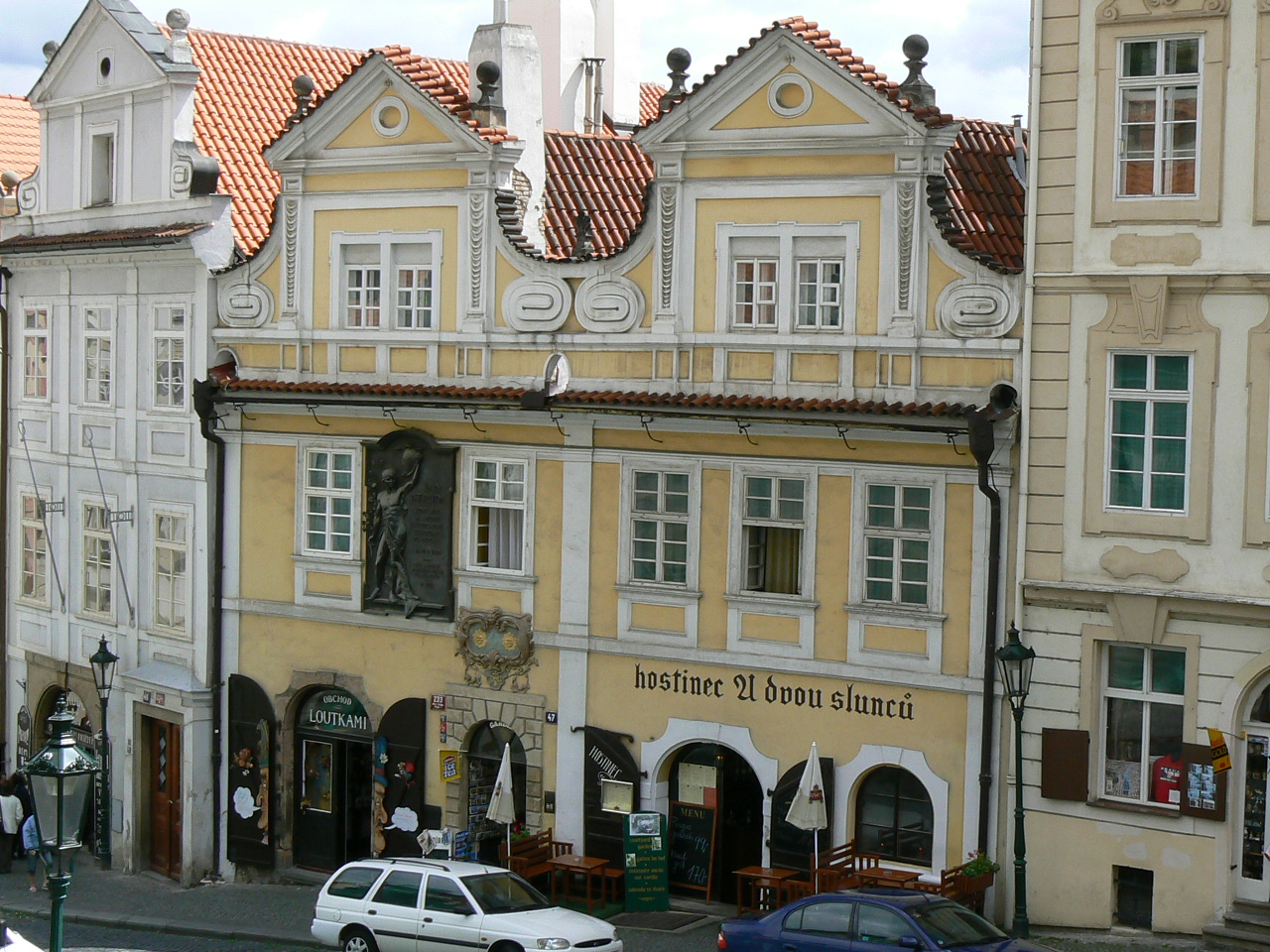
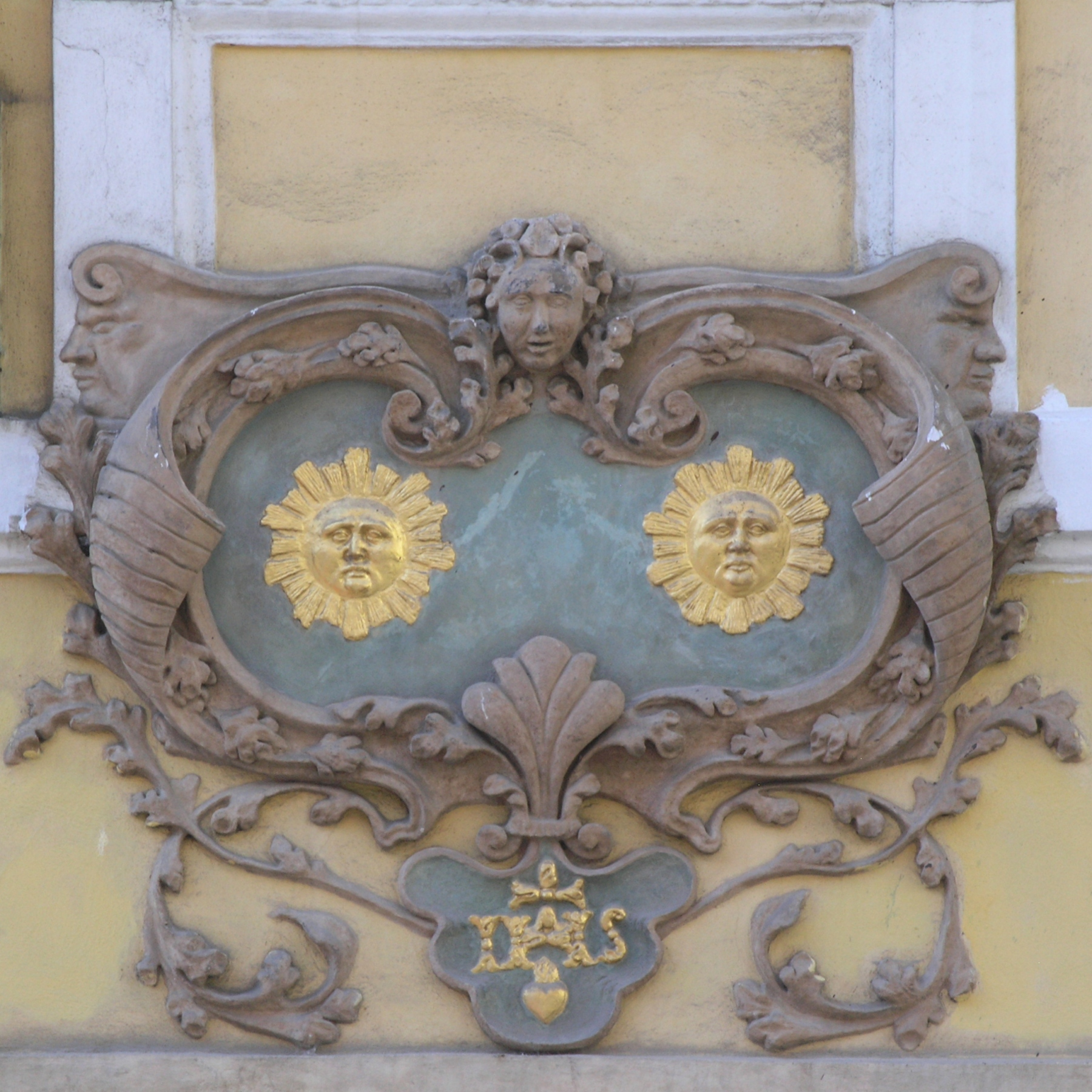
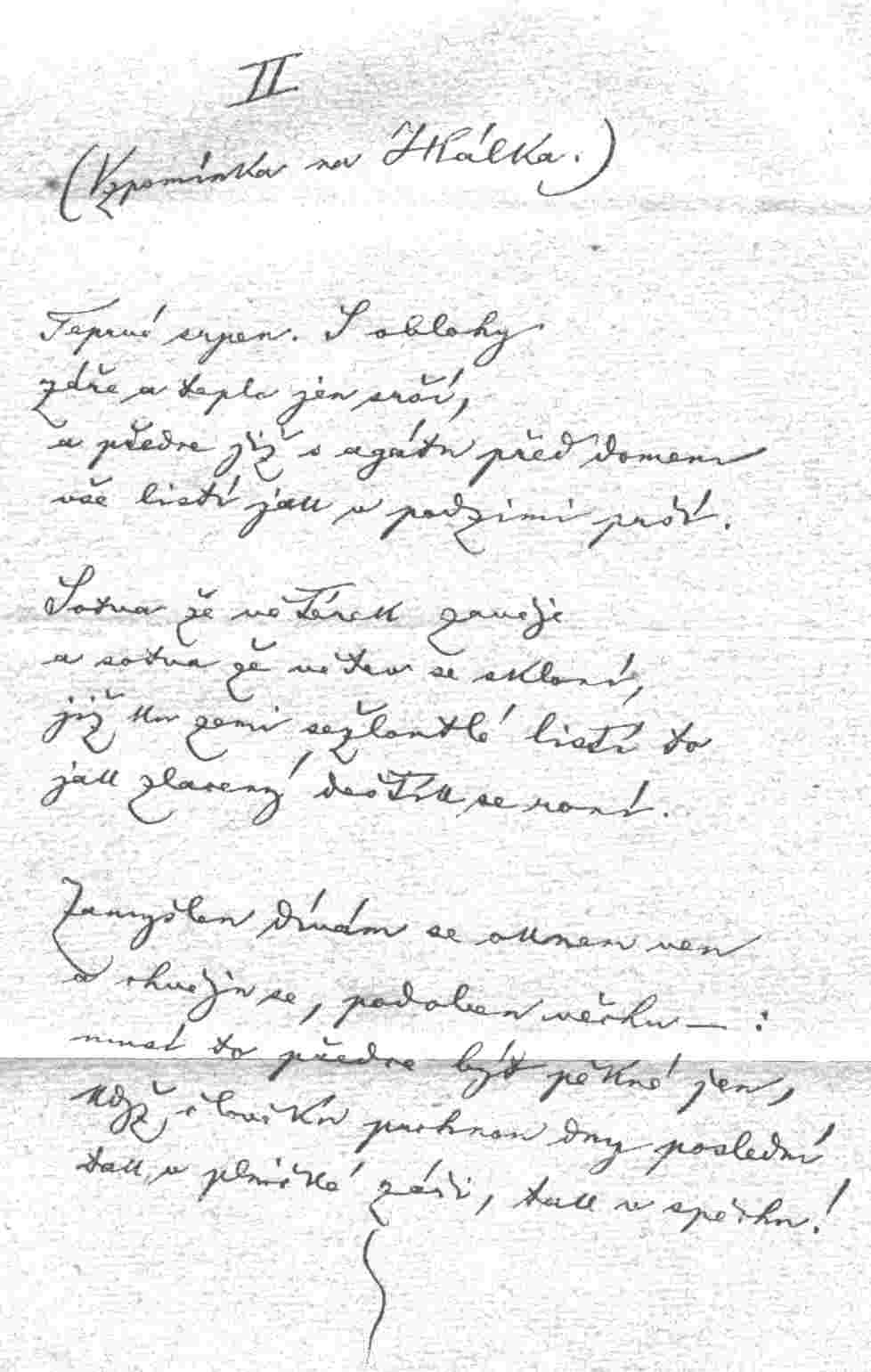
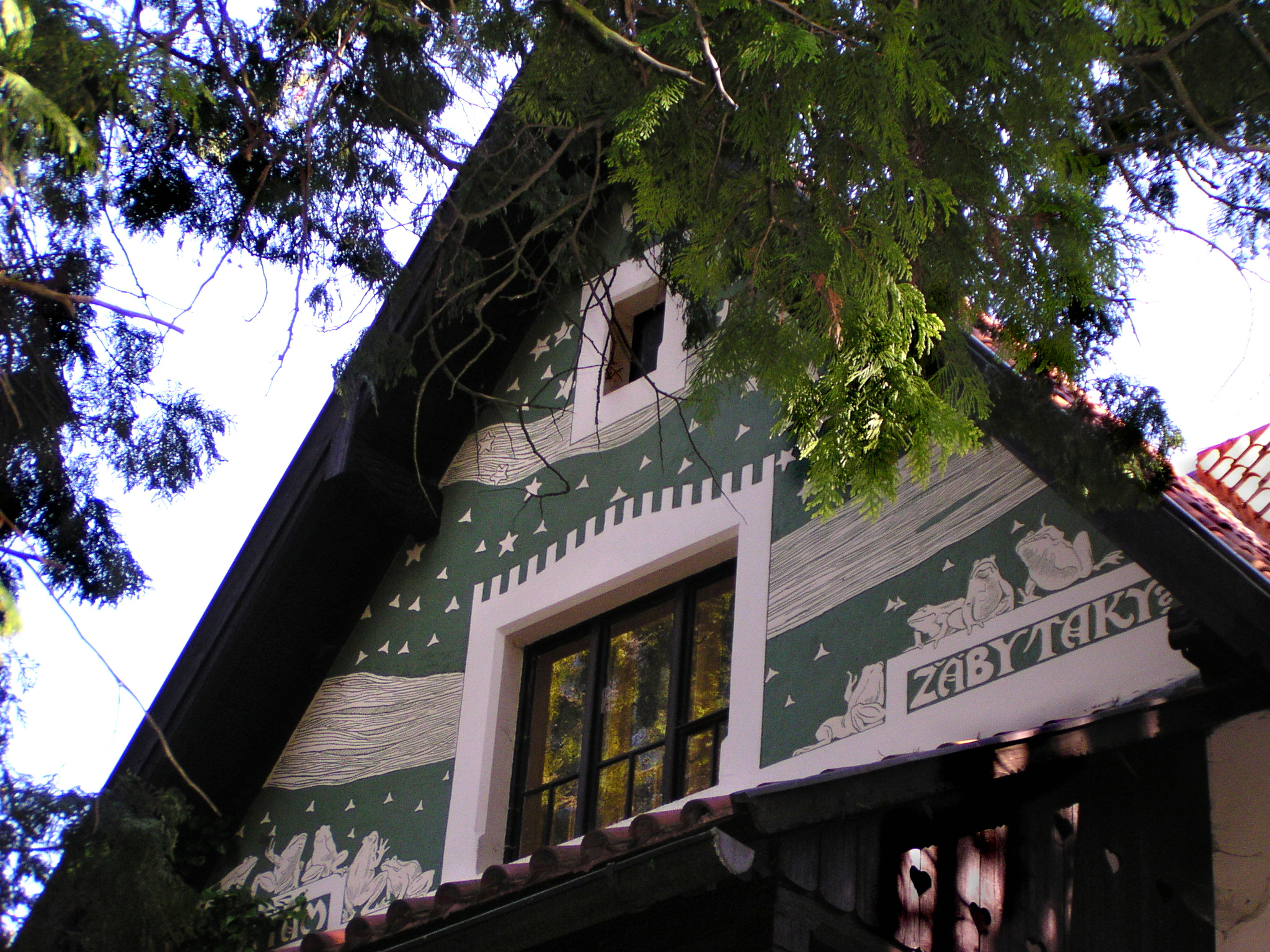
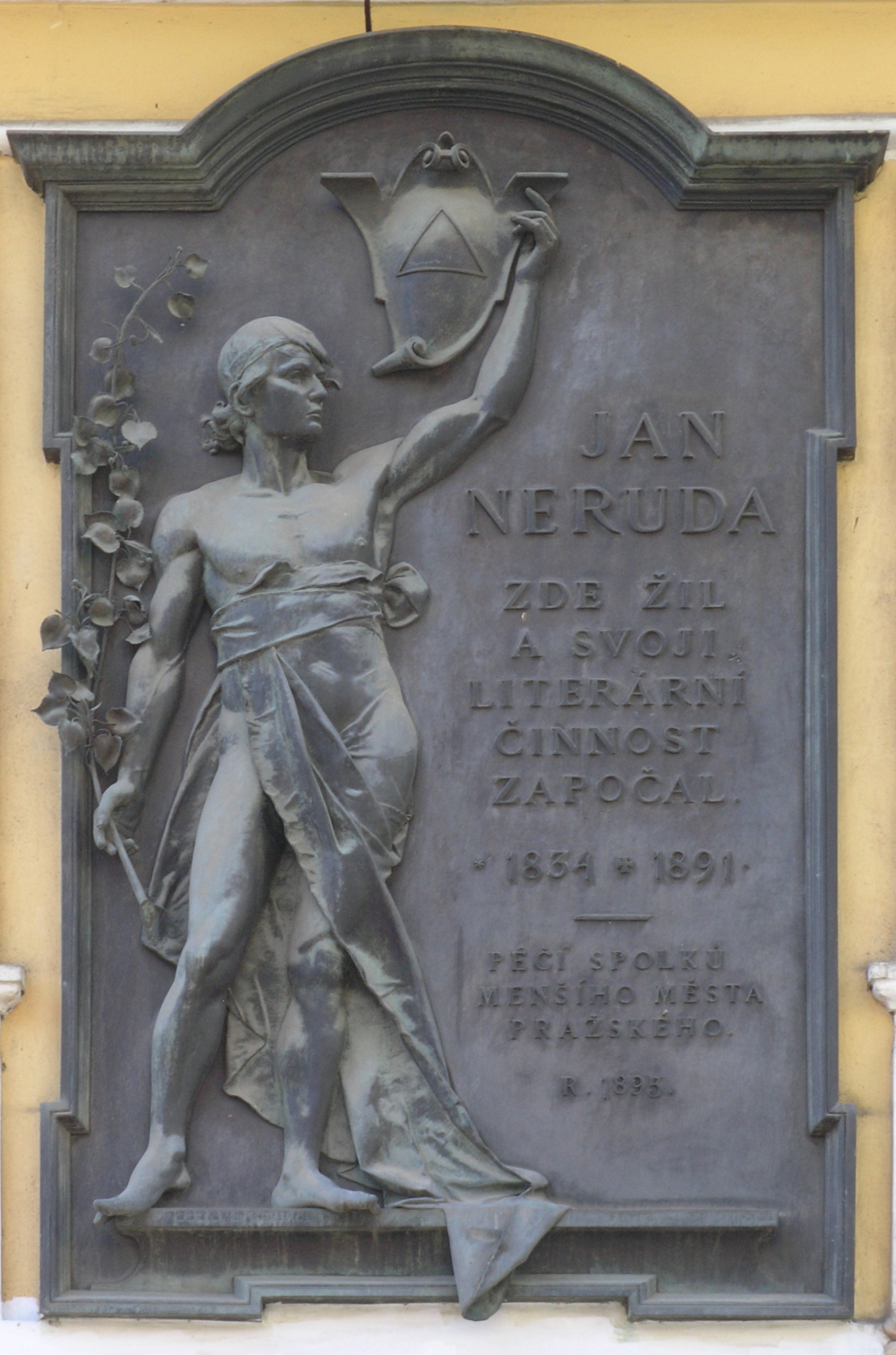